# 李岚清
李岚清（1932年5月22日—），江苏镇江人，中国共产党和中华人民共和国政治人物，原正国级领导人。毕业于复旦大学企业管理系。1952年9月加入中国共产党，是中共第十三届中央候补委员，第十四届中央委员、中央政治局委员，第十五届中央政治局常委；曾任国务院副总理、对外经济贸易部部长。

## 个人经历

### 车厂工作
李岚清早年曾在长春第一汽车制造厂工作；1956年，被派赴前苏联学习，先后在莫斯科利哈乔夫汽车厂、高尔基汽车厂实习。1957年回国后，担任第一汽车制造厂计划处科长；1959年，调第一机械工业部，任秘书；1961年，转任国家经济委员会秘书。
文化大革命开始后，李岚清被下放国家经委“五七”干校劳动；1972年恢复工作，任第二汽车制造厂计划处副处长、发动机厂党委第一书记；1978年，参与筹建“第三汽车制造厂”的计划。

### 政治生涯
1981年，李岚清再次调中央工作；先后担任国家外国投资管理委员会政府贷款办公室负责人，和对外经济贸易部外资管理局局长。1983年，外放天津，任天津市副市长、兼市委对外经济贸易党工委书记；是李瑞环的副手。在李嵐清主持下，天津成立了全國首個外商投資中心。
1986年，李嵐清升任对外经济贸易部常务副部长、党组副书记；1990年，成為对外经济贸易部部长、党组书记、国务院经济贸易办公室副主任；1992年中共十四大上，當選為中央政治局委員；翌年第八屆全國人民代表大會一次會議上，當選為國務院副總理。1997年9月19日，李岚清在中共十五届一中全会上當選中共中央政治局常委（排名第七），成为正国级党和国家领导人，並出任國務院黨組副書記；1998年，出任國務院排名第一的副總理，協助總理朱鎔基主持國務院工作。1999年6月10日，李岚清出任610小组组长。2002年11月，70岁的李岚清在中共十六届一中全会后卸任中共中央政治局常委，并在2003年的十届人大一次会议后卸任国务院副总理退休。

## 任內作為

### 高校合并
李岚清副总理任内曾主持多个高校合并的案例。如1994年4月，曾任天津市副市长和外经贸部部长的时任副总理李岚清提议偏应用型、小规模的天津对外贸易学院并入综合性、大规模的南开大学。1994年10月14日，国家教委和外经贸部签署《关于天津对外贸易学院并入南开大学议定书》，正式决定天津对外贸易学院并入南开大学。

### 外事活动
在李岚清的第二个任期内，他两次代表中国政府出现在国际会场上，一次是在莫斯科国际奥委会上代表中国政府申办北京2008年奥运会，一次是在蒙特卡洛代表中国政府申办上海2010年世博会。

### 外交往来
2002年11月29日，李岚清会见了法国总统雅克·希拉克。他说：近年来，在两国元首的推动下，两国继续保持各个级别的密切往来，不论在双边领域还是在国际事务中的合作都进一步加强，中法在文化交流方面也获得了重要进展。
2003年1月13日，李岚清在吉隆坡与马来西亚首相马哈迪·莫哈末会面。李岚清向马哈迪转达了江泽民、朱镕基对马哈迪的问候和祝愿。马哈迪对此表示感谢，并请李岚清转达他对江泽民、朱镕基的祝愿和新年祝福。

## 退休生活
李岚清退休后，有时间对中国书法的篆刻艺术进行研究，从71岁开始自学篆刻，先后创作了篆刻艺术作品——印章400余方，在国内高等院校和文化机构举办篆刻艺术展20余场。
李岚清退休後擔任复旦管理学奖励基金理事会会长。

### 逸闻
2012年3月，据中国大陆媒体报道，李岚清自称退休后曾到小店应聘工作，被认出后未果。

## 个人著作

### 文集
- 2003年出版《李岚清教育访谈录》，人民教育出版社。

全书共分为九个部分：我愿意当好全国教育工作的“后勤处长”；使教师真正成为令人羡慕的职业；落实政府责任，加大教育投入；把一个适应时代要求的高等教育带入21世纪；实现中华民族伟大复兴的奠基工程；全面实施素质教育，全面提高教育质量；开创职业教育和成人教育的新局面；访谈散记；十年教育大事记。

### 回忆录
- 2008年出版回忆录《突围 国门初开的岁月》，中央文献出版社。

为纪念改革开放30周年而作，作者以自己的所知、所为、所见为素材，回顾了对外开放初期的有关重大事件，以故事叙事，图文并茂，采用了大量文献、档案、领导人手迹和照片，很多史料属首次披露。特别是对一些重要事件，作者都画龙点睛地加以评述，有的则用印章加以映衬，把历史还原得生动活泼。

### 音乐
- 2005年出版《李岚清音乐笔谈》，高等教育出版社。

这是一本普及读物，也是一部关于音乐与人生、音乐与工作、音乐与教育的著作。李岚清自身对古典音乐（李岚清往往称之为经典音乐）的浓厚兴趣，希望通过一个非音乐专业的音乐爱好者的积累和理解，以通俗易懂的语言、深入浅出的方式，让更多的人对欧洲经典音乐有所了解并产生兴趣。
- 2006年出版《音乐·艺术·人生》，高等教育出版社。（并多次在中国全国各高校演讲推广“经典音乐”，如2005年在北京外国语大学和北京师范大学作的名为“音乐·艺术·人生”的演讲）
- 2009年出版《李岚清中国近代音乐笔谈》，高等教育出版社。
- 2013年出版《李岚清音乐作品集》，中央音乐学院出版。（包括《蓓蕾之歌》1999、 《二泉——为阿炳画像》2005、《鉴真东渡》2009、《北国之恋》、《题清照抚琴图》、《张开银幕的翅膀》、《相约在明天》等原创歌曲）

### 篆刻
- 2007年出版《原来篆刻这么有趣》，高等教育出版社。
- 2007年出版《李岚清篆刻艺术俄罗斯巡展作品集》，高等教育出版社。
- 2012年出版《漆艺篆刻-让篆刻走向大众》，高等教育出版社。

### 绘画
- 2011年出版《李岚清素描作品集-我为大师画素描》，高等教育出版社。

书中包括中国现代艺术教育的奠基人素描肖像、已故部分著名书画家素描肖像、已故部分著名文学家、戏剧家素描肖像、已故部分著名作曲家素描肖像等。